# Bătălia de la Rostov (1941)

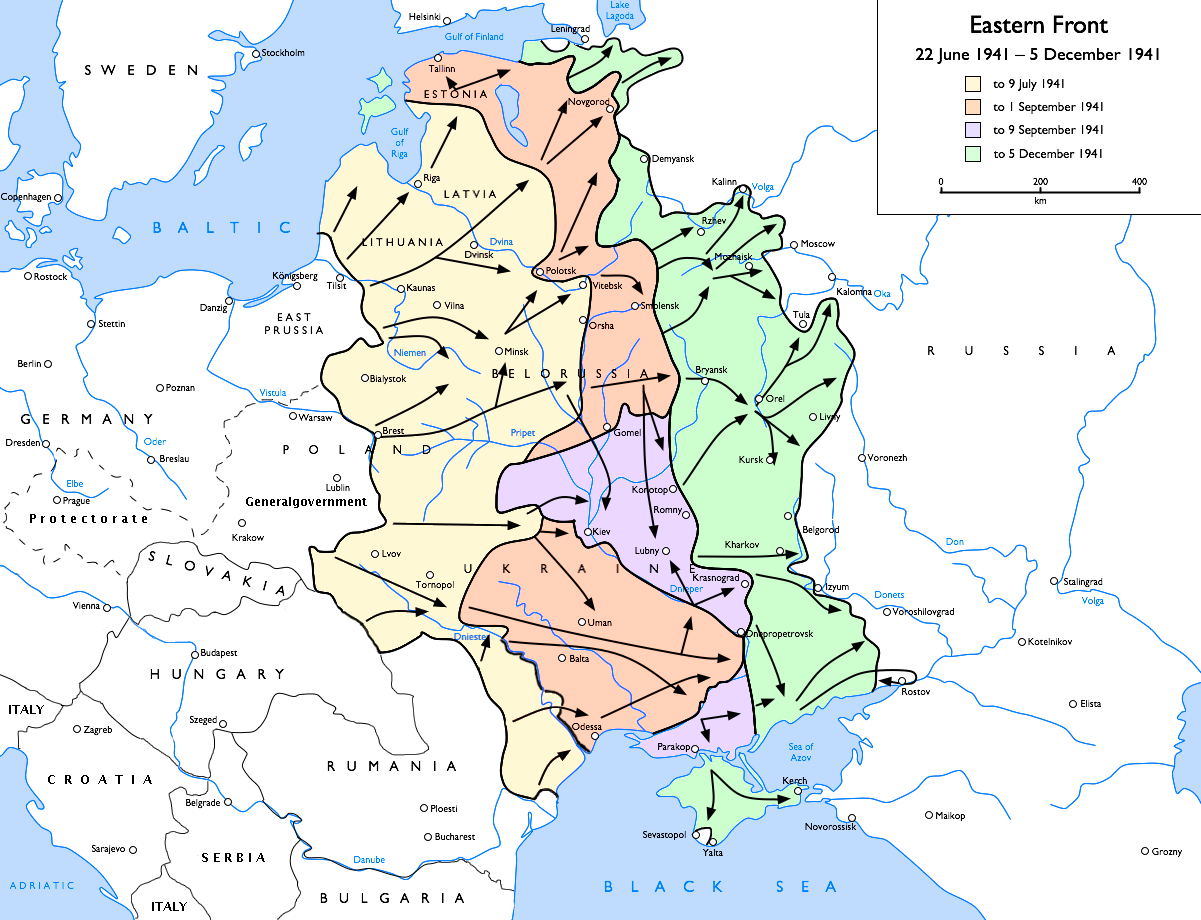
Frontul de răsărit în timpul bătăliei de la Rostov.

Prima bătălie de la Rostov a fost o luptă dusă pe frontul de răsărit al celui de-al Doilea Război Mondial înregiunea orașului Rostov-pe-Don, între Grupul de Armate Sud german (Gerd von Rundstedt) și Frontul de Sud sovietic (Iakov Timofeevici Cerevicenko).

## Preludiu
După victoria din bătălia de la Kiev din septembrie 1941, Grupul de Armate Sud a atacat dinspre râul Nipru spre coasta Mării Azov. Armata a 6-a (Walther von Reichenau) a cucerit Harkovul. Armata a 17-a germană (Carl-Heinrich von Stülpnagel) a mărșăluit prin Poltava spre Voroșilovgrad. Armata a 11-a germană (Erich von Manstein) a atacat Crimeea, preluând controlul peninsulei până în toamnă, (cu excepția Sevastopolului, care a rezistat până pe 3 iulie 1942).
Armata I Panzer (Ewald von Kleist) a plecat din Kiev și a încercuit trupele sovietice la Melitopol în octombrie, apoi s-a îndreptat spre est de-a lungul malului Mării Azov spre Rostov și gura de vărsare a râului  Don, considerată ca fiind poarta de  spre Caucaz.

## Bătălia

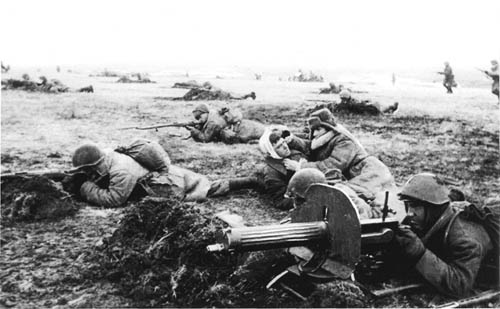
soldați luptând pe front

Pe 21 noiembrie, germanii au cucerit Rostovul. Totuși, liniile germane erau mult prea întinse, iar avertismentele lui Kleist în legătură cu faptul că flancul său stâng era vulnerabil iar tancurile de sub comanda lui erau de nefolosit datorită temperaturilor foarte scăzute, au fost ignorate. Pe 27 noiembrie, Armata a 37-a sovietică, comandată de Anton Ivanovici Lopatin, a contraatacat în zona Armatei I Panzer, forțând-o să se retragă din oraș. Adolf Hitler a contramandat retragerea. În condițiile în care von Rundstedt a refuzat să se supună ordinului, Hitler l-a înlocuit. Totuși, retragerea era inevitabilă, Armata I Panzer a fost forțată să se replieze spre râul Mius și orașul Taganrog. Aceasta a fost prima retragere importantă din timpul războiului. 